# Paramesotriton zhijinensis
Espèce
Paramesotriton zhijinensis est une espèce d'urodèles de la famille des Salamandridae.

## Répartition
Cette espèce est endémique du Guizhou en République populaire de Chine. Elle se rencontre vers 1 310 m d'altitude dans le xian de Zhijin dans la préfecture de Bijie.

## Étymologie
Son nom d'espèce, composé de zhijin et du suffixe latin -ensis, « qui vit dans, qui habite », lui a été donné en référence au lieu de sa découverte, le xian de Zhijin.

## Publication originale
- Li, Tian & Gu, 2008 : A new species of the genus Paramesotriton (Caudata, Salamandridae). Acta Zootaxonomica Sinica, Beijing, vol. 33, p. 410-413.